# Holmi(III) oxide
Holmi(III) Oxide, là một hợp chất vô cơ có chứa một nguyên tố đất hiếm là holmi và oxy với công thức hóa học Ho2O3. Cùng với dysprosi(III) Oxide (công thức Dy2O3), holmi(III) Oxide là một trong những chất có ý nghĩa to lớn nhất mà chúng ta được biết đến. Holmi(III) Oxide, còn được gọi là holmia, xuất hiện như một thành phần của khoáng chất erbi(III) Oxide tương tự, dưới cái tên erbia.
Holmi(III) Oxide được sử dụng trong sản xuất kính màu đặc biệt. Kính có chứa holmi(III) Oxide và cũng như dung dịch holmi(III) có các đỉnh hấp thụ quang học rõ nét trong dãy quang phổ khả kiến. Do đó chúng được sử dụng như là một tiêu chuẩn hiệu chuẩn thuận tiện cho quang phổ.

## Khai thác trong tự nhiện
Kim loại holmi dễ bị oxy hóa trong không khí; do đó sự hiện diện của holmi trong tự nhiên, đồng nghĩa với sự xuất hiện của hợp chất holmi(III) Oxide. Với lượng chất dồi dào được tìm thấy trong tự nhiên với mức 1,4 mg/kg, holmi là nguyên tố dồi dào thứ 56 trong các nguyên tố. Các khu vực khai thác chính là Trung Quốc, Hoa Kỳ, Brazil, Ấn Độ, Sri Lanka và Australia với trữ lượng holmi(III) Oxide ước tính khoảng 400.000 tấn.

## Ảnh hưởng sức khỏe
Holmi(III) Oxide, so với nhiều hợp chất khác, không nguy hiểm, mặc dù tiếp xúc nhiều lần có thể gây ra u hạt và ảnh hưởng đến máu. Nó có thể gây độc qua đường đường uống, tiếp xúc da và hít phải, tuy nhiên độc tính thấp và không gây kích ứng. Liều đủ gây tử vong trung bình (LD50) cao hơn 1 g/kg trọng lượng cơ thể.